# Шевяковка (Харьковская область)
Шевя́ковка (укр. Шев'яківка) — село в Ольховатской сельской общине Купянского района Харьковской области Украины.
Код КОАТУУ — 6321483503. Население по переписи 2001 г. составляет 33 (13/20 м/ж) человека.

## Географическое положение
Село Шевяковка находится в 2-х км от границы с Россией, в 4-х км от села Чугуновка.

## История
- 1799 — дата основания.
- До 17 июля 2020 года село входило в Меловский сельский совет, Великобурлукский район, Харьковская область.

## Экономика
- В селе есть овце-товарная ферма.

## Объекты социальной сферы
- Школа.